# 빛과 사슬
《빛과 사슬》은 1983년 6월 24일부터 1983년 6월 25일까지 KBS 1TV에서 방영된 2부작 6.25 특집드라마이다.
6.25 전쟁 이전에는 국민학교 교사로 근무했고 6.25 전쟁 시기에는 지리산 빨치산 대원으로, 휴전 이전에는 자수를 통해 대한민국 국군으로 복무했던 나윤주의 실증 수기를 바탕으로 하여 제작했다. 이데올로기 문제, 전쟁의 참혹성, 피난 생활의 핍박을 비롯한 6.25 전쟁의 참상을 주제로 6.25 전쟁과 현재를 관통하는 비극적인 운명을 추적하여 한 개인의 삶이 바로 공동의 문제임을 제시하고 있다.

## 제작진
- 원작: 나윤주
- 연출: 김홍종
- 극본: 김하림

## 출연진
- 이신재 ... 나윤주 역
- 정영숙
- 문오장
- 최명수
- 백수련
- 정재순
- 김봉근
- 이일웅
- 강민호
- 연운경
- 하미혜
- 박정웅
- 박규식
- 박경득
- 기정수
- 김시원
- 김동완
- 양영준
- 김영철
- 고광우
- 최동균
- 이구순
- 유순철
- 전원주
- 박상만
- 공경구
- 전병옥
- 조재훈
- 최우백
- 이춘식
- 정상철
- 송종원
- 조상구
- 박상규
- 이미경
- 임성희
- 김진란
- 이제신
- 조태숙
- 조성희
- 장학수